# Maurice Dehu
Vous pouvez aider à l'améliorer ou bien discuter des problèmes sur sa page de discussion.
- Il ne cite pas suffisamment ses sources. Vous pouvez indiquer les passages à sourcer avec {{référence nécessaire}} ou {{Référence souhaitée}}, et inclure les références utiles en les liant aux notes de bas de page. (Marqué depuis avril 2024)
- Certaines informations devraient être mieux reliées aux sources mentionnées dans la bibliographie ou les liens externes. Améliorez sa vérifiabilité en les associant par des références. (Marqué depuis avril 2024)

- Archive Wikiwix
- Bing
- Cairn
- DuckDuckGo
- E. Universalis
- Gallica
- Google
- G. Books
- G. News
- G. Scholar
- Persée
- Qwant
- (zh) Baidu
- (ru) Yandex
- (wd) trouver des œuvres sur Wikidata

Pour les articles homonymes, voir Dehu.
Maurice Dehu, né le 27 avril 1952 à Charleroi, est un homme politique belge, membre du Parti socialiste.

## Biographie
Dehu entre à la RTT à l'âge de 16 ans, où il gravit les échelons pour devenir chef de secteur pour la zone de Nivelles ; délégué syndical CGSP et militant socialiste actif ; vice-président de la Fédération socialiste du Brabant wallon (1989-1995).

## Carrière politique
- Conseiller communal de Nivelles (1989-)
  - Premier échevin chargé des Travaux publics et de l’État-civil (1989-1994)
  - Bourgmestre (1995-2006)
- Conseiller provincial de la province du Brabant wallon (1994-1995)
- Député wallon (1995-1999, 2004-2009))
- Député fédéral (1999-2003, 2003-2004)